# Seznam filmov United Artists
Seznam filmov v produkciji in/ali distribuciji ameriškega studia United Artists začetku leta 1919.

## Filmografija
- J'accuse! (1919), njihov sploh prvi film
- Zlata mrzlica (1925), Chaplinova uspešnica
- Predragi Rogue (1927), njihov prvi film z zvokom (samo glasba)
- Gavčo (1927), njihov prvi večbarvni (dvobarvni Technicolorjev) film
- Vrt od Eden (1928), njihov prvi delno barvni film
- Dva ljubimca (1928), njihov prvi zvočni film z efekti, plus glasba
- Prebujenje (1929), njihov prvi zvočni film v celoti
- Lady of the Pavements (1929), njihov prvi delno govorno-pevski film
- Železna maska (1929), njihov prvi zvočni film v celoti (govor, efekti, glasba)
- Puttin' on Ritz (1930), njihov prvi zvočno-delno barvni film
- Whoopee! (1930) njihov prvi pravi barvni film (Technicolor)
- The Bowery (1933), distributor, koprodukcija z 20th Century Pictures
- Broadway Through a Keyhole (1933), distributor, koprodukcija z 20th Century Pictures
- Blood Money (1933), distributor, koprodukcija z 20th Century Pictures
- Advice to the Lovelorn (1933), distributor, koprodukcija z 20th Century Pictures
- Gallant Lady (1933), distributor, koprodukcija z 20th Century Pictures
- Moulin Rouge (1934), distributor, koprodukcija z 20th Century Pictures
- The House of Rothschild (1934), distributor, koprodukcija z 20th Century Pictures
- Looking for Trouble (1934), distributor, koprodukcija z 20th Century Pictures in Darryl F. Zanuck
- The Last Gentleman (1934), distributor, koprodukcija z 20th Century Pictures
- Born to Be Bad (1934), distributor, koprodukcija z 20th Century Pictures
- Bulldog Drummond Strikes Back (1934), distributor, koprodukcija z 20th Century Pictures
- The Affairs of Cellini (1934), distributor, koprodukcija z 20th Century Pictures
- The Mighty Barnum (1934), distributor, koprodukcija z 20th Century Pictures
- Clive of India (1935), distributor, koprodukcija z 20th Century Pictures
- Folies Bergère (1935), distributor, koprodukcija z 20th Century Pictures
- Les Misérables (1935), distributor, koprodukcija z 20th Century Pictures
- Cardinal Richelieu (1935), distributor, koprodukcija z 20th Century Pictures
- The Call of the Wild (1935), distributor, koprodukcija z 20th Century Pictures
- Show Them No Mercy! (1935), distributor, koprodukcija z 20th Century Pictures
- Folies-Bergère (1935), distributor, koprodukcija z 20th Century Pictures
- Veliki diktator (1940), Chaplinov politična satira
- Copacabana (1946)
- Arch of Triumph (1948)
- Moulin Rouge (1952)
- Otelo (1952) (distributor)
- Vera Cruz (1954)
- Marty (1955)
- Na smrt me poljubi (1955)
- V osmih dneh okoli sveta (1956) (distributor)
- Vonj po uspehu (1957)
- Veličastnih sedem (1960)
- Zgodba z Zahodne strani (1961)
- Dr. No (James Bond) (1962) (distributor)
- Tom Jones (1963)
- Pink Panter (1963)
- Polna pest dolarjev (1964) (distributor), angleško A Fistful of Dollars
- Za nekaj dolarjev več (1965) (distributor), angleško For a Few Dollars More
- Dober, grd, hudoben (1966) (distributor)
- Afera Thomasa Crowna (1968)
- Rumena podmornica (1968) (distributor), angleško Yellow Submarine
- Let It Be (1970)
- Zadnji tango v Parizu (1972)
- Let nad kukavičjim gnezdom (1975)
- Carrie (1976)
- Rocky (1976)
- Pink Panter znova udari (1976)
- Zadnji valček (1978)
- Pink Panterjevo maščevanje (1978)
- Gospodar prstanov (1978)
- Apokalipsa zdaj (1979)
- Črni žrebec (1979), angleško The Black Stallion
- Stardust Memories (1980)
- Zadnje odštevanje (1980)
- Pink Panterjev urok (1983)
- Vojne igre (1983)
- Otroška igra (1988)
- Deževni človek (1988)
- Pink Panterjev sin (1993)
- Striptiz (1995, koprodukcija z Carolco Pictures
- Nikogaršnja zemlja (2001) (distributor), angleško No Man's Land
- Hotel Ruanda (2004, koprodukcija z Lions Gate Films
- Jagenjčki in levi (2007)
- Kvantum sočutja (2008) (samo copyright)
- Valkira (2008)